# Adolf-Kögler-Hütte
Die Adolf-Kögler-Hütte ist eine Selbstversorgerhütte der Sektion Ternitz des ÖTK, sie ist ausschließlich deren Mitgliedern zugänglich. Sie liegt nächst der Schneebergbahn und rund 500 m talwärts der Haltestelle Baumgartner in Österreich.

## Geschichte
Die zwischen 1935 und 1937 errichtete Hütte wurde nach dem 1. Vorsitzenden der Sektion Ternitz benannt. Bis zu der Eröffnung der Hütte am 17. Oktober 1937 wusste Adolf Kögler nicht, dass die Hütte seinen Namen erhalten sollte.

## Zugänge
- Mit der Zahnradbahn
- Vom Parkplatz Puchberg, Gehzeit: 2 Stunden